# Pseudophera heterogena
Pseudophera heterogena är en insektsart som beskrevs av Schmidt 1928. Pseudophera heterogena ingår i släktet Pseudophera och familjen dvärgstritar. Inga underarter finns listade i Catalogue of Life.